# 1849 na política

## Nascimentos
| Data      | Nome                  | Profissão                                 | Nacionalidade                              | Observações | Ref   |
| --------- | --------------------- | ----------------------------------------- | ------------------------------------------ | ----------- | ----- |
| 5 de maio | António Maria Cardoso | oficial da Marinha, deputado e explorador | Reino Unido de Portugal, Brasil e Algarves | m. 1900     | [ 1 ] |

## Mortes
| Data | Nome | Profissão | Nacionalidade | Observações | Ref |
| ---- | ---- | --------- | ------------- | ----------- | --- |